# Jacka

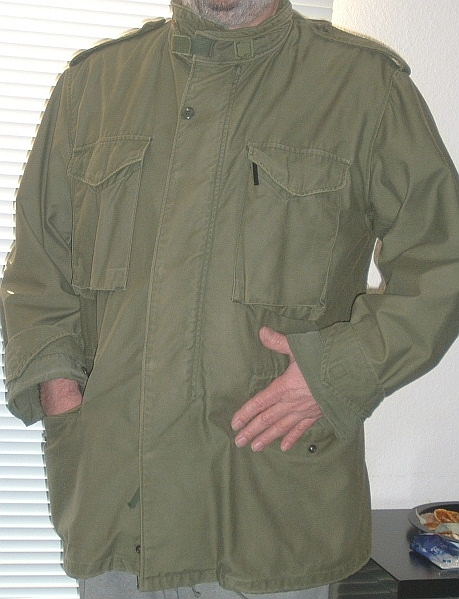
En parkas är en sorts jacka

Jacka är ett slags klädesplagg, oftast ett ytterplagg. Det är ett klädesplagg som generellt är lättare, har en tightare passform och inte lika varmt som en rock. Jackan bärs på överkroppen, och består av bakstycke, öppet framstycke samt ärmar, ofta har den fickor. Jackan kan också ha kapuschong. En jacka är kan också variera på hur varm den är beroende på vadderingen. Det finns många olicka jackor som skaljacka, bomberjacka och parkas.
Ordet jacka har ett okänt etymologiskt ursprung, enligt svenska akademins ordbok har ordet sannolikt ett franskt ursprung,  och kommer till svenskan från ordet "jaque" som i sin tur härstammar från arabiskans شـَكّ (šakk). 